# Вулиця Олеся Гончара (Сміла)
Вулиця Олеся Гончара — вулиця у місті Сміла Черкаської області. Розпочинається перехрестям з вул. Незалежності та закінчується перехрестям з вул. Осавули Василя Бурки. Названа на честь українського письменника Олеся Гончара.